# Monga (film)
Pour les articles homonymes, voir Monga (homonymie).
 (mars 2012).
Si vous disposez d'ouvrages ou d'articles de référence ou si vous connaissez des sites web de qualité traitant du thème abordé ici, merci de compléter l'article en donnant les références utiles à sa vérifiabilité et en les liant à la section « Notes et références ».
Pour plus de détails, voir Fiche technique et Distribution.
Monga (en chinois : 艋舺 ; pinyin : Měng jǐ) ou Gangs of Taipei (est un film de gangster taïwanais se déroulant dans le Taipei des années 1980. Il met en vedette Ethan Ruan (de la série télévisée Fated to Love You) et Mark Chao. Sont également à l'affiche Ma Ju-Lung de Cape No. 7 et Vaughan Rhydian, acteur dans Winds of September (en). Le film a été réalisé et coécrit par Doze Niu, qui y apparaît également.

## Synopsis
Monga est l'ancien nom d'un vieux quartier de Taipei maintenant connu sous le nom District de Wanhua. Mosquito (Mark Chao) et ses amis ne se font pas d'illusions. Dans cette partie de la ville, c'est la loi du plus fort.
Mosquito (Mark Chao), Monk (Ethan Ruan), Dragon (Rhydian Vaughan), Monkey et A-po sont tous membres du « Gang des Princes ». Mosquito est invité à rejoindre le gang après que son pilon de poulet a été volé par un membre d'un gang rival lors de sa première journée d'école à Monga. Mosquito et ses amis commence à profiter de leur mode de vie de gangster et prévoit de prendre la place des gangsters des rues de Monga. Mais ils ignorent que d'autres sont profondément jaloux de leur succès.
Geta (Ma Ju-Lung), un ancien chef de triade de Monga, considère comme son devoir d'enseigner à ces jeunes insolents comment être un véritable gangster. Ainsi, Geta parle aux jeunes de l'héritage transmis par les fondateurs de la ville et des lois strictes de la fraternité, celle-ci devant toujours se battre non seulement pour des raisons territoriales, mais aussi pour protéger son honneur.
Seulement, même Geta ne se doute pas qu'une tempête est sur le point de frapper Monga - tempête qui va détruire les valeurs traditionnelles de la ville et les vestiges de sa gloire. Un nouveau gang, armé de pistolets, est sur le point de changer à jamais le petit monde dans lequel Geta et le « Gang des Princes » ont pris leurs aises.

## Fiche technique
- Titre : Monga
- Titre original : 艋舺  (Báng-kah)
- Réalisation : Doze Niu
- Scénario : Tseng Li-ting
- Musique : Sandee Chan
- Photographie : Jake Pollock
- Montage : Ian Lin
- Production : Chan Ya-wen, Chang Hsueh-shun, Alan Tong, Yao Cheng-chung et Dennis Yu
- Société de production : 1 Production Film, Greenday Films et Honto Production
- Pays :  Taïwan
- Genre : Action, drame, historique et film de gangsters
- Durée : 140 minutes
- Dates de sortie : 
  -  Taïwan : 5 février 2010

## Distribution
- Mark Chao : Mosquito
- Ethan Ruan : Monk
- Rhydian Vaughan : Dragon Lee
- Teng-Hui Huang : A-po
- Chang Hsien-Tsai : Monkey
- Ma Ju-Lung : Geta
- Doze Niu : Grey Wolf
- Jason Wang : Wim-kian
- Chia-yen Ko : Ning
- Han Dian Chen : Dog boy

## Production
Tournage
Monga se déroule au milieu des années 1980 à Wanhua (萬華) (Bangka, en basay ; Bang-kah, 艋舺 en taiwanais Hokkien) dans le district de Lungshan, dans la ville éponyme au film (台北市龍山區). Le film a été tourné en extérieur et des repères tels que le temple Qingshui, et le Temple Longshan, Snake Alley, Bopiliao et Ximending apparaissent dans le film.
Musique
La majorité de la bande originale du film a été composée par Sandee Chan, un chanteur-compositeur taïwanais. Le thème principal du film est Making Love Out of Nothing at All, du groupe Air Supply, reprise par Nicky Lee.

## Sortie
La première de Monga a eu lieu lors du 60e Festival International du Film de Berlin le 29 janvier 2010, dans la section Panorama.
Le film est sorti à Taiwan le 5 février 2010 et a rapporté 8 310 000 NT$ (260 000 $ américains) le premier jour et 59 320 000 NT$ (1 850 000 $ américains) le premier week-end de sa sortie, c'est-à-dire plus que le succès mondial Avatar la même semaine.
China Daily a placé le film sur sa liste des dix meilleurs films chinois de l'année 2010.